# St. Urban (Palsweis)

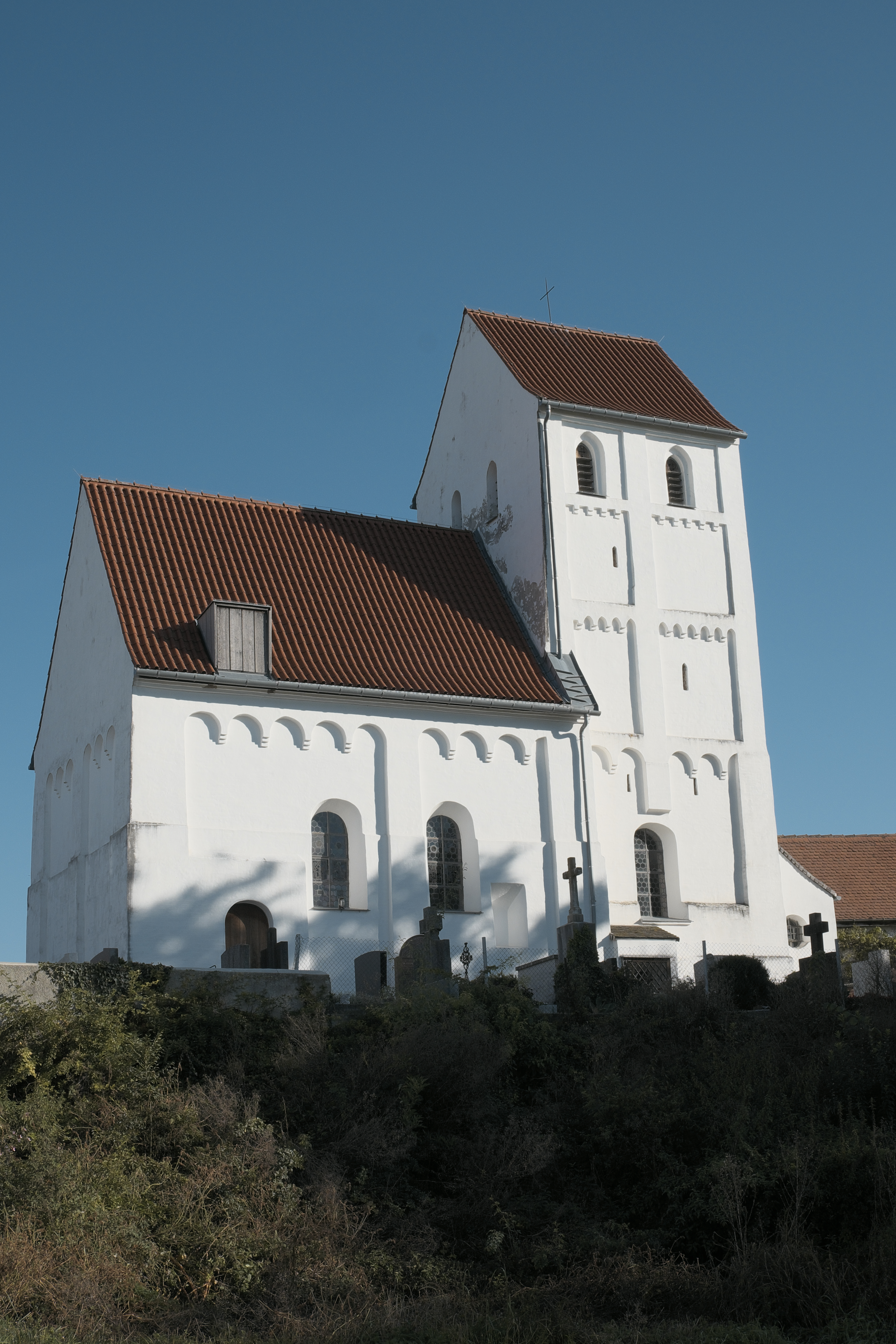
St. Urban in Palsweis

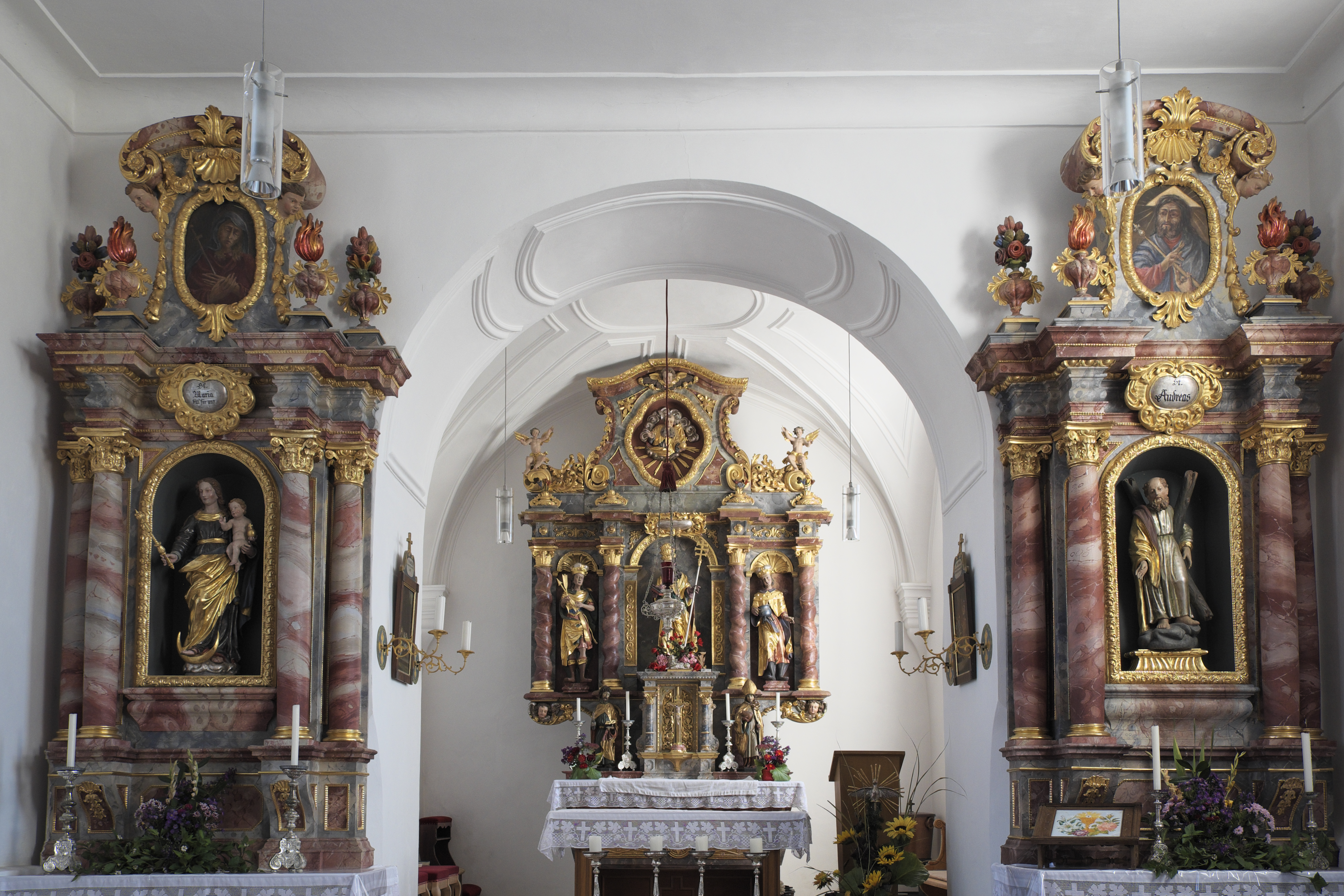
Blick zum Chor

Die katholische Filialkirche St. Urban in Palsweis, einem Gemeindeteil von Bergkirchen im oberbayerischen Landkreis Dachau, steht am östlichen Ende der kleinen Ansiedlung. Die dem heiligen Urban geweihte Kirche ist ein geschütztes Baudenkmal.

## Architektur
Die spätromanische Chorturmanlage besitzt zum Teil ein doppelschaliges Backsteinmauerwerk. Der eingezogene quadratische Chor mit einem Kreuzgratgewölbe aus dem 17. Jahrhundert liegt um zwei Stufen höher. Das kurze dreiachsige Langhaus ist flach gedeckt. Die Außengliederung durch Blenden und gestufte Bogenfriese ist in der Gegend einzigartig. Um 1693 wurden die Fenster vergrößert.

## Ausstattung
Die Altäre sind in spätbarockem Stil gearbeitet, sie wurden bei einem Brand im Jahr 1975 schwer beschädigt.
In den vier Fenstern des Kirchenschiffes befinden sich acht Glasgemälde, die 1936 vom Dachauer Glasmaler Syrius Eberle geschaffen wurden.
Die Orgel mit dem spätklassizistischen Prospekt wurde 1976 vom Orgelbauer Günter Ismayr geschaffen.